# 아드리안 홍

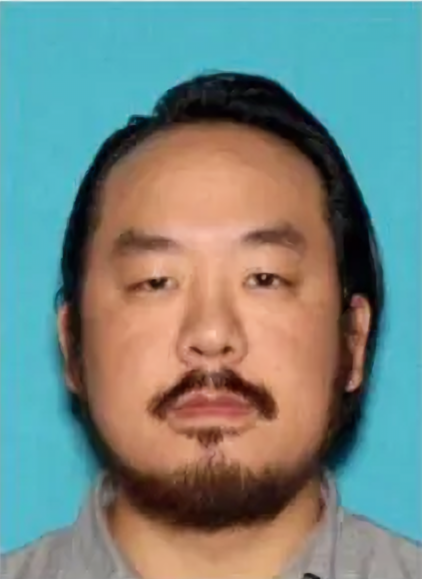

아드리안 홍은 탈북민들을 지원하는 사업을 하고 있다. 에이드리언 홍 창이라고도 한다.

## 역사
멕시코 선교사 부모 밑에서 자랐다. 2019년 현재 35세이며, 보도에서는 재미교포 2세 또는 1.5세라고 한다. 본명은 '홍으뜸'이다.
2004년, 예일대학교 역사학과 학생이었을 때 리버티 인 노스 코리아(LiNK)를 공동설립했다. 북한 주민 한 명이 탈출하는 데 드는 비용은 대개 250만 원 정도다. 링크는 이러한 기부나 후원을 통해 받은 자금으로 링크 내에 구조팀을 꾸려 북한 주민을 구조하는 활동을 하고 있다. 홍씨는 링크를 설립한 인연으로 CIA와 협력하고 있다.
이후에, 전략자문회사 페가수스의 대표로서 북한의 인권 실태를 고발하고 정권 교체를 주장하는 활동을 벌였다.
예일대 연구원(research fellow)으로도 활동했으며, 2010년 이후 이화여대에서 인권과 외교 정책에 대해 강의했다.
에이드리언 홍 창(35)이 수년간 북한 망명정부 자유조선 수립을 추진해 왔고 수차례 김정남에게 지도자가 돼 달라고 요청했지만 거절당했다는 언론의 추측성 보도가 있었다.
2019년 기준으로, 홍씨는 2008년 '링크'를 떠난 뒤 현재 자문회사 페가수스 전략과 반북단체 조선연구소를 운영 중인 것으로 알려졌다.

## 같이 보기
- 조선민주주의인민공화국의 인권